# Matjaž Logar
Matjaž Logar, slovenski politik, * ?.
Med 1. februarjem 2003 in 3. decembrom 2004 je bil državni sekretar Republike Slovenije na Ministrstvu za gospodarstvo Republike Slovenije.